# George Ritzer
George Ritzer (Nova Iorque, 1940) é um sociólogo estadunidense que estuda os padrões americanos de consumo e a globalização, além de contribuir para a metateoria e a teoria social moderna e pós-moderna. Conforme verificado em março de 2012, Ritzer atualmente é professor da Universidade de Maryland.

## Biografia
De origem judaica, Ritzer nasceu em 1940 em Nova York. Estudou na escola Bronx High School of Science e na faculdade City College of New York (unidade acadêmica da Universidade da Cidade de Nova York), onde cursou administração e contabilidade, concluindo em 1962. Em seguida, cursou o programa de MBA da Universidade de Michigan, com foco em relações humanas, concluindo em 1964. Após esses cursos, Ritzer trabalhou no setor de pessoal da Ford Motor Company.
Pouco tempo depois, Ritzer matriculou-se na Universidade Cornell, no programa de doutorado em comportamento organizacional da Escola de Relações Trabalhistas e Industriais (em inglês, New York State School of Industrial and Labor Relations, NYS School of Industrial and Labor Relations, ou simplesmente ILR). Foi então que, sob a orientação do professor Harrison Trice, começou os primeiros estudos em sociologia, disciplina com a qual se encantou. Após concluir o curso de doutorado, em 1968, Ritzer seguiu carreira acadêmica como professor nas seguintes instituições estadunidenses:
- 1968-1970 - Tulane University
- 1970-1974 - University of Kansas
- 1974 até o presente - University of Maryland

Como professor visitante, atuou nas seguintes universidades:
- 1984 - University of Surrey, Inglaterra
- 1988 - Shanghai University e Peking University, China
- 1990 - University of Surrey, Inglaterra
- 1996 - University of Tampere, Finlândia
- 2001 - University of Bremen, Alemanha
- 2002, 2004-2008 - Associazione per l’Istituzione della Libera Università Nuorese, Itália

## Principais ideias de Ritzer
Embora conhecido como um sociólogo, Ritzer nunca recebeu um diploma de sociologia propriamente dito. Ritzer já declarou considerar que seu autodidatismo na área o favoreceu, no sentido de que seu raciocínio não teria ficado limitado a uma perspectiva teórico-social em particular.

### McDonaldização
A ideia de McDonaldização proposta por Ritzer é uma extensão da clássica teoria de Max Weber acerca da racionalização da sociedade e da cultura modernas. Ao passo que Weber usou a famosa terminologia de uma "gaiola de ferro" para descrever os efeitos estupidificantes e kafkianos da vida burocratizada, Ritzer defende, por sua vez, que as lanchonetes da rede McDonald's tornaram-se os melhores exemplares das formas atuais de racionalidade instrumental e de suas consequências humanas em última análise irracionais e prejudiciais.

### Consumo
Apreciador da obra de Jean Baudrillard, Consumer Society (1970), Ritzer é um importante proponente do estudo do consumo. Além de The McDonaldization of Society, as fontes mais relevantes da sociologia do consumo de Ritzer são suas obras Explorations in the Sociology of Consumption: Fast Food Restaurants, Credit Cards and Casinos (2001), Enchanting a Disenchanted World: Revolutionizing the Means of Consumption (2005, 2ª edição) e Expressing America: A Critique of the Global Credit-Card Society (1995). Ritzer é também editor fundador, com Don Slater, do Sage’s Journal of Consumer Culture.

## Posições acadêmicas relevantes
Dentre os postos assumidos por George Ritzer no mundo acadêmico, ressaltam os seguintes: 
- 2011 — Presidente da seção de história da sociologia da American Sociological Association
- 2009 — Presidente da seção de sociologia global e transnacional da American Sociological Association [5]
- 2000 — Comitê da American Sociological Association para premiação de publicações acadêmicas
- 1989 a 1990 — Presidente da seção de sociologia teórica da American Sociological Association
- 1980 a 1981 — Presidente da seção de organizações e ocupações da American Sociological Association